# Miraj Sènior
Miraj Sènior fou un estat tributari protegit de l'Índia a l'agència del País Maratha Meridional i després a l'agència de Kolhapur (oficialment agència de Kolhapur i del País Maratha Meridional),a la presidència de Bombai, amb una superfície de 886 km² (el 1901 apareix com 1.033 km² però segurament és un error, ja que 880 km² són donats el 1881 i 886 km² el 1931), format per tres divisions: un grup de pobles a la vall del Kistna; un grup de pobles al sud del districte de Dharwar; i un grup de pobles al mig del districte de Sholapur. L'estat estava format per cinc ciutats i 59 pobles, sent la principal ciutat Miraj (ciutat) amb 18.425 habitants, que era la capital, seguida de Lakshmeshwar (12.860). La població el 1872 era de 82.201 habitants, el 1881 de 69.732, el 1901 de 81.467 i el 1931 de 93.957, dels quals prop de 70.000 eren hindús, més de 8000 musulmans, i quasi 4000 jainistes. La zona més rica i fèrtil era la regada pel riu Kitsna; el clima en general era sec i molt calorós del març al maig. Els productes principals eren el mill, blat, canya de sucre i cotó, i les principals produccions teixits de cotó i instruments musicals.

## Història
El territori fou concedit pel peshwa maratha a Har Bhat Patwardhan, un sacerdot bramin de Kinkan, vers 1722. Va morir vers 1750 havent tingut dos fills, Balam Bhat Patwardhan i Raghunath Bhat Patwardhan; la línia va tenir continuïtat a través d'aquest segon, pare de Bramhibhoot Harbhat Buva Patwardhan, al seu torn pare de Sardar Govind Hari Patwardh que va rebre el títol de sardar del peshwa i va fundar la dinastia de Miraj. El seu fill Vaman Rao va derrotar a Haidar Ali però va morir el 1775 i el va succeir seu germà Pandurang Rao Patwardhan mort el 1777. El va succeir el seu fill gran Harihar Rao que va morir amb uns 17 anys el 1782 i el tron va passar al seu germà Chintaman Rao Patwardhan conegut com a Appa Sahib, que va governar amb seu a Miraj fins al 1801. En aquest any, en campanya, va córrer el rumor de la seva mort, i el seu oncle Gangadhar Rao Patwardhan es va proclamar raja. Quan Chintaman va retornar, va abandonar l'estat emportant-se només un ídol de Ganesha, i va fundar una nova capital pel seu estat, que fou Sangli.
Miraj va quedar formalment segregat de Sangli el 1808. El 1820, a la mort de Gangadhar, i amb aprovació del govern britànic, Miraj es va dividir en quatre parts amb el servei de cavalleria (establert prèviament per tot l'estat) repartit proporcionalment entre els quatre. Una de les parts es va extingir el 1842 i una altra el 1845 i per la doctrina del lapse van passar al govern britànic. Les altres dues parts van restar i foren conegudes com a Miraj Sènior i Miraj Júnior.
El sobirà de Miraj Sènior era sardar de primera classe al país Maratha Meridional, i tenia jurisdicció sobre els seus súbdits fins i tot pels crims més greus. Els seus ingressos eren de 300.000 rúpies el 1903 i pagava un tribut de 12.558 rúpies. Va rebre sanad autoritzant l'adopció i per la successió segueix la norma de primogenitura. L'estat disposava d'una policia de 235 membres. Fin a finals del segle XIX va mantenir un exèrcit de 554 homes que després van passar en gran part a la policia.

## Llista de rages
- Govind Rao vers 1750 - 1771
- Vaman Rao 1771 - 1775
- Pandurang Rao Patwardhan 1775 - 1777
- Harihar Rao 1777 - 1782
- Chintaman Rao 1782 - 1801
- Gangadhar Rao 1801 - 1820
- Ganpatrao I 1820 - 1833
- Ganpatrao II "Tatya Sahib Patwardhan" 1833 - 1875
- Gangadhar Rao II "Bala Sahib Patwardhan" 1875 - 1939
- Narayan Rao "Jatya Sahib Patwardhan" 1939 - 1948